# 총알 탄 사나이 (2025년 영화)
《총알 탄 사나이》(영어: The Naked Gun)는 2025년 개봉한 미국의 액션 코미디 영화이다. 아키바 섀퍼가 감독과 공동각본을 맡았으며, 영화 《총알 탄 사나이》 시리즈의 네 번째 작품이다.

## 출연
- 리엄 니슨 - 프랭크 드레빈 주니어 경위
- 패멀라 앤더슨 - 베스 대븐포트
- 폴 월터 하우저 - 에드 호컨 주니어 경감
- 케빈 듀랜드 - 시그 구스타프슨
- 대니 휴스턴 - 리처드 케인
- 라이자 코시 - 반스 형사
- 코디 로즈 - 바텐더
- CCH 파운더 - 데이비스 서장
- 버스타 라임스 - 은행강도
- 마이클 비스핑 - 본인
- 위어드 알 얀코빅 - 본인
- 데이브 바티스타 - 본인